# Rhizophlyctis hirsuta
Rhizophlyctis hirsuta är en svampart som beskrevs av Karling 1964. Rhizophlyctis hirsuta ingår i släktet Rhizophlyctis och familjen Spizellomycetaceae.   Inga underarter finns listade i Catalogue of Life.